# Turistická značená trasa 7572
 Turistická značená trasa 7572 je 7,5 km dlouhá žlutě značená trasa Klubu českých turistů v okrese Zlín a spojující Otrokovice s Chřiby. Trasa vede převážně západním směrem. Závěr trasy vede územím přírodního parku Chřiby.

## Průběh trasy
Turistická trasa má svůj počátek v Otrokovicích u vlakového nádraží bez návaznosti na žádnou další trasu Klubu českých turistů. Vede městskou zástavbou k severu, po lávce překonává řeku Dřevnici a po jejím pravém břehu vede na západ k třídě Tomáše Bati. Podél ní pokračuje severním směrem do čtvrti Baťov a dále západním směrem na lávku přes řeku Moravu a ven ze zástavby. Jihozápadním směrem stoupá lesní pěšinou do Žlutavy, kterou prochází. Pokračuje jihozápadním směrem po silnici ke žlutavskému kamenolomu, kde vstupuje do lesa. Lesní cestou vede západním směrem k pomníku Karla Mrazíka, kde končí na rozcestí se zeleně značenou trasou 4539 vedoucí z Halenkovic na Komínské skály.

## Turistické zajímavosti na trase
- otrokovická čtvrť Baťov
- Einmannbunker nad pravým břehem Moravy
- kaplička ve Žlutavě
- Lípa u kapličky ve Žlutavě
- Farma a minizoo ve Žlutavě
- Vyhlídkové místo u žlutavského kamenolomu
- Pomník Karla Mrazíka